# Berum (Oost-Friesland)
Berum is een dorpje in de Landkreis Aurich in de Duitse deelstaat Nedersaksen. Bestuurlijk is het dorp een onderdeel van de gemeente Hage. Het ligt ongeveer één km ten oosten van Hage, en 1–2 km ten westen van het tweelingdorp Blandorf-Wichte.  Eigenlijk is het één geheel met Berumbur, dat echter bestuurlijk een andere deelgemeente van de Samtgemeinde Hage vormt.
Berum ligt in een fraaie, bosrijke omgeving, ten dele bestaande uit de landgoederen rondom de kastelen van de streek.

## Geschiedenis
Berum is bekend om het 14e-eeuwse Kasteel Berum, waarvan de voorburcht bewaard is gebleven. Het kasteel was in de 15e eeuw de weduwenzate van het geslacht Cirksena. Op 28 januari 1600 werd in kasteel Berum de Berumer Vergleich gesloten, een overeenkomst tussen Enno III van Oost-Friesland  en het Graafschap Rietberg. Het verdrag regelde de vereniging van het Harlingerland met Oost-Friesland. Na de toevoeging van Oost-Friesland aan Pruisen in 1744 was het kasteel als residentie overbodig geworden, en het hoofdgebouw werd gesloopt.  In 1869 liet de in de sterkedrankindustrie rijk geworden Rijksdagafgevaardigde Edo Friedrich Peterssen  het kasteelachtige Schloss Nordeck bouwen.

## Bezienswaardigheden

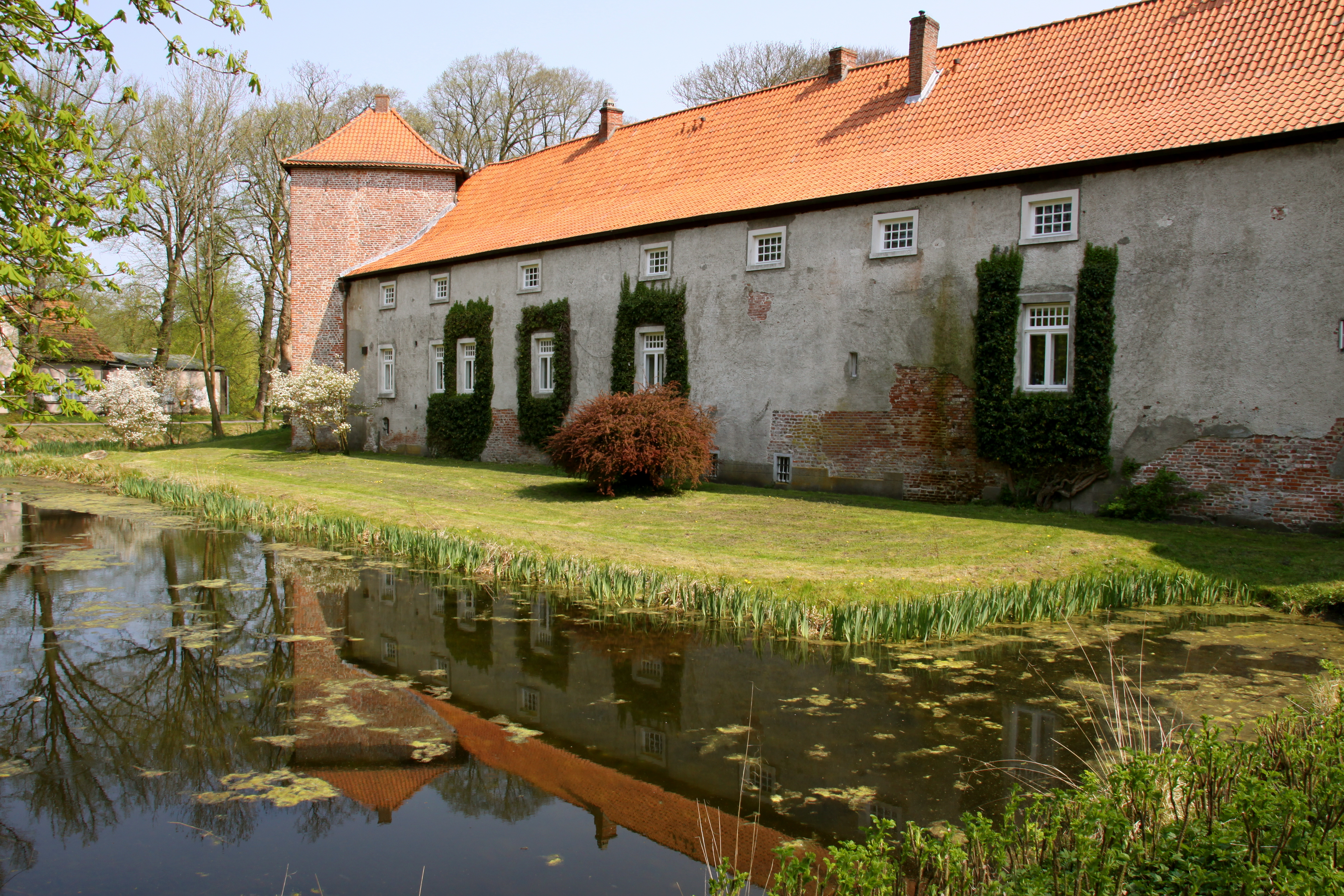
Borg Berum
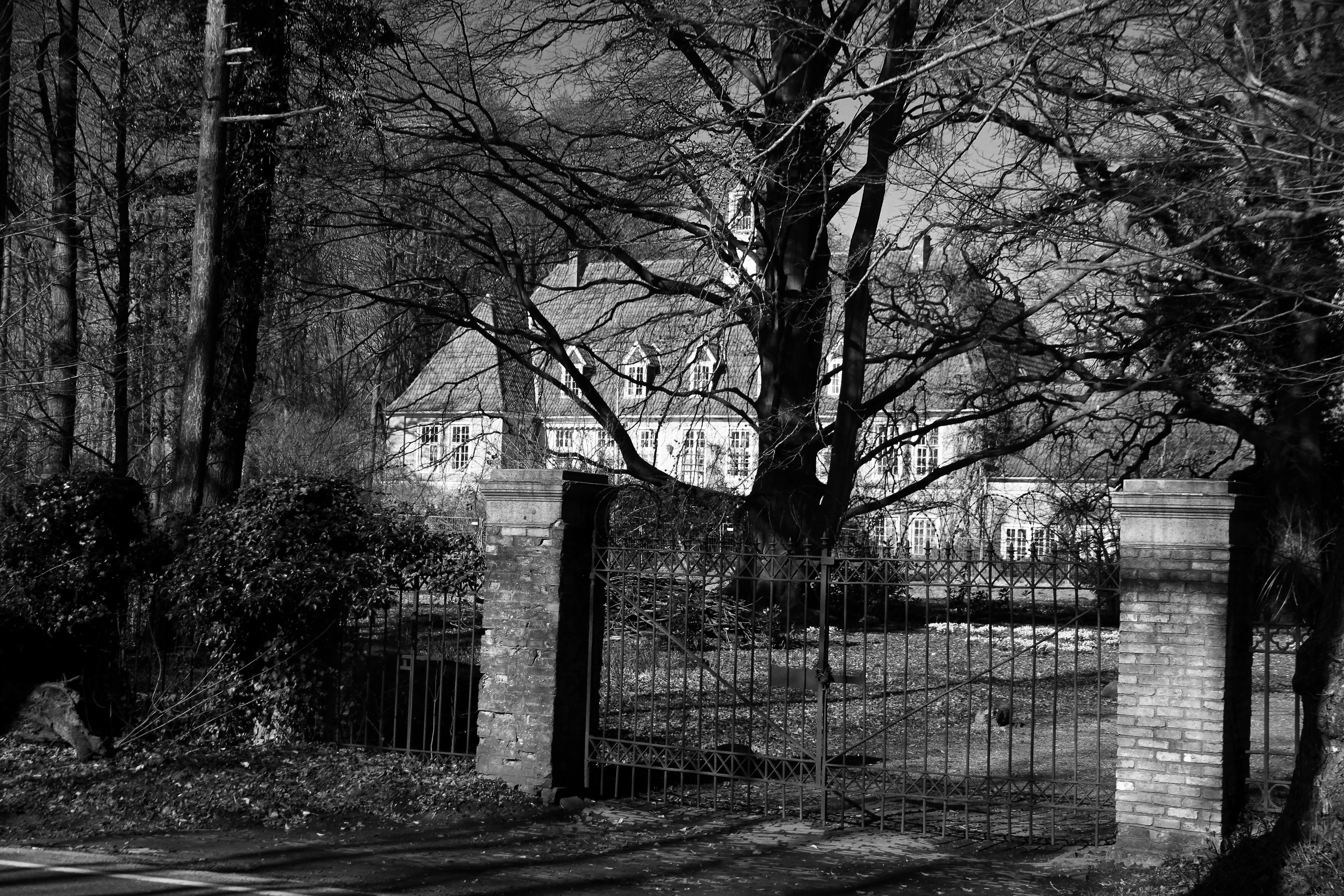
Kasteel Nordeck